# 長野県道151号湯沢望月線
長野県道151号湯沢望月線（ながのけんどう151ごう ゆざわもちづきせん）は、長野県佐久市を通る一般県道。

## 概要

### 路線データ
- 起点：佐久市大字春日字湯沢（長野県道482号大木浅田切線交点）
- 終点：佐久市布施（国道142号交点）

## 交差・接続する道路
- 長野県道482号大木浅田切線 - 佐久市大字春日字湯沢（起点）
- 国道142号 - 佐久市協和 ※直接接続せず
- 長野県道166号東部望月線 - 佐久市望月（望月交差点）
- 国道142号 - 佐久市布施（終点）